# Yigoga hyrcana
Yigoga hyrcana là một loài bướm đêm trong họ Noctuidae.